# Cousins
Cousins är en amerikansk romantisk komedi från 1989 i regi av Joel Schumacher.
Filmen är en nyinspelning av den franska filmen  Cousin, cousine från 1975.

## Roller (urval)
- Ted Danson – Larry
- Isabella Rossellini – Maria
- Sean Young – Tish
- William Petersen – Tom
- Norma Aleandro – Edie
- Lloyd Bridges – Vince
- Keith Coogan – Mitch
- George Coe – Phil Kozinski
- Katharine Isabelle – Chloe Hardy